# Bellaing
Bellaing is een gemeente in het Franse Noorderdepartement (Frans: département du Nord) (regio Hauts-de-France). De gemeente telde op 1 januari 2022 1.315 inwoners en maakt deel uit van het arrondissement Valenciennes.

## Geografie
De oppervlakte van Bellaing bedroeg op 1 januari 2022 3,42 vierkante kilometer; de bevolkingsdichtheid was toen 384,5 inwoners per km².

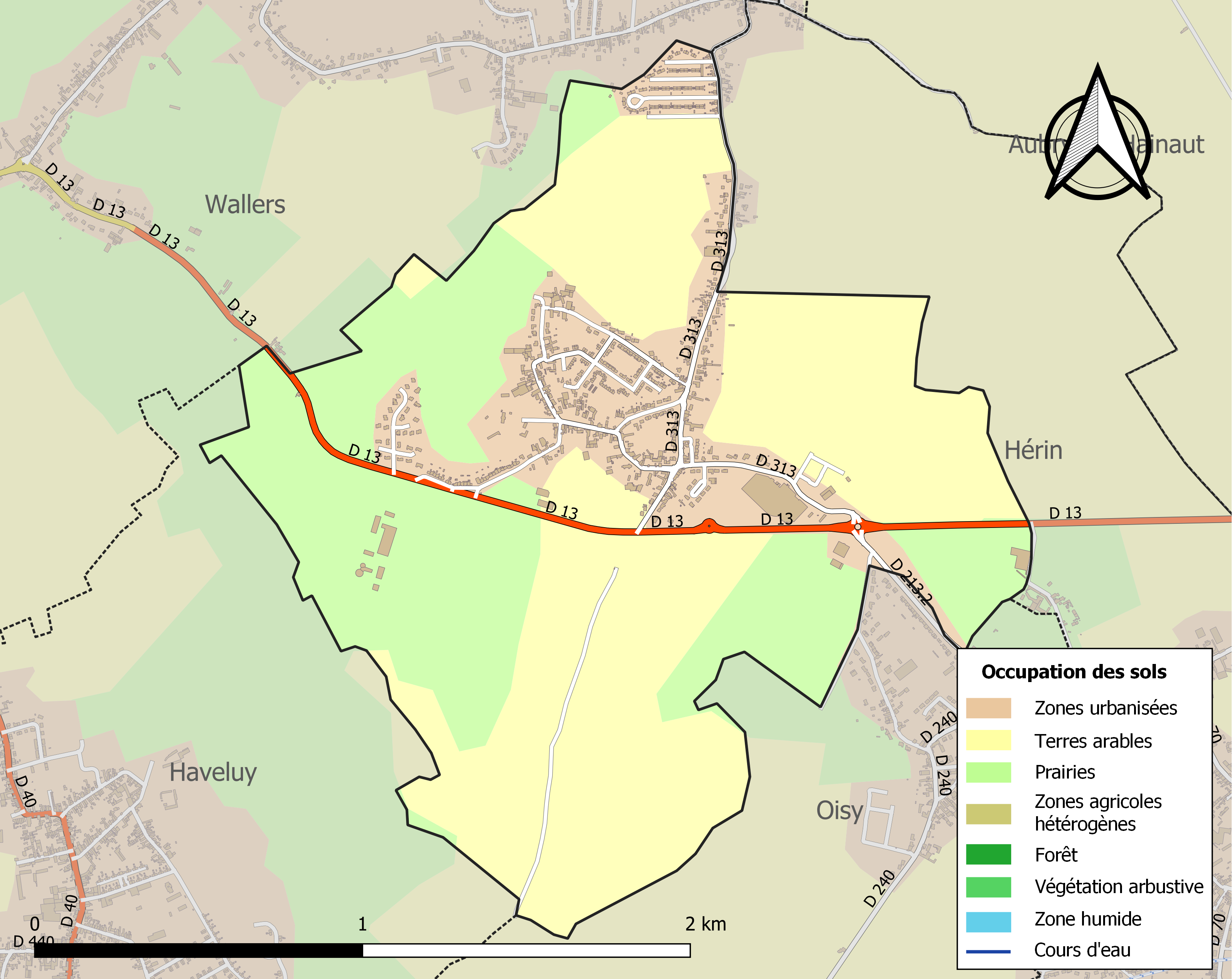
Kaart van de gemeente met belangrijkste infrastructuur, bodemgebruik en omliggende gemeenten

## Bezienswaardigheden
- De Église Saint-Denis

## Demografie
Onderstaande figuur toont het verloop van het inwonertal (bron: INSEE-tellingen).